# Polnischer Fußballpokal 2009/10

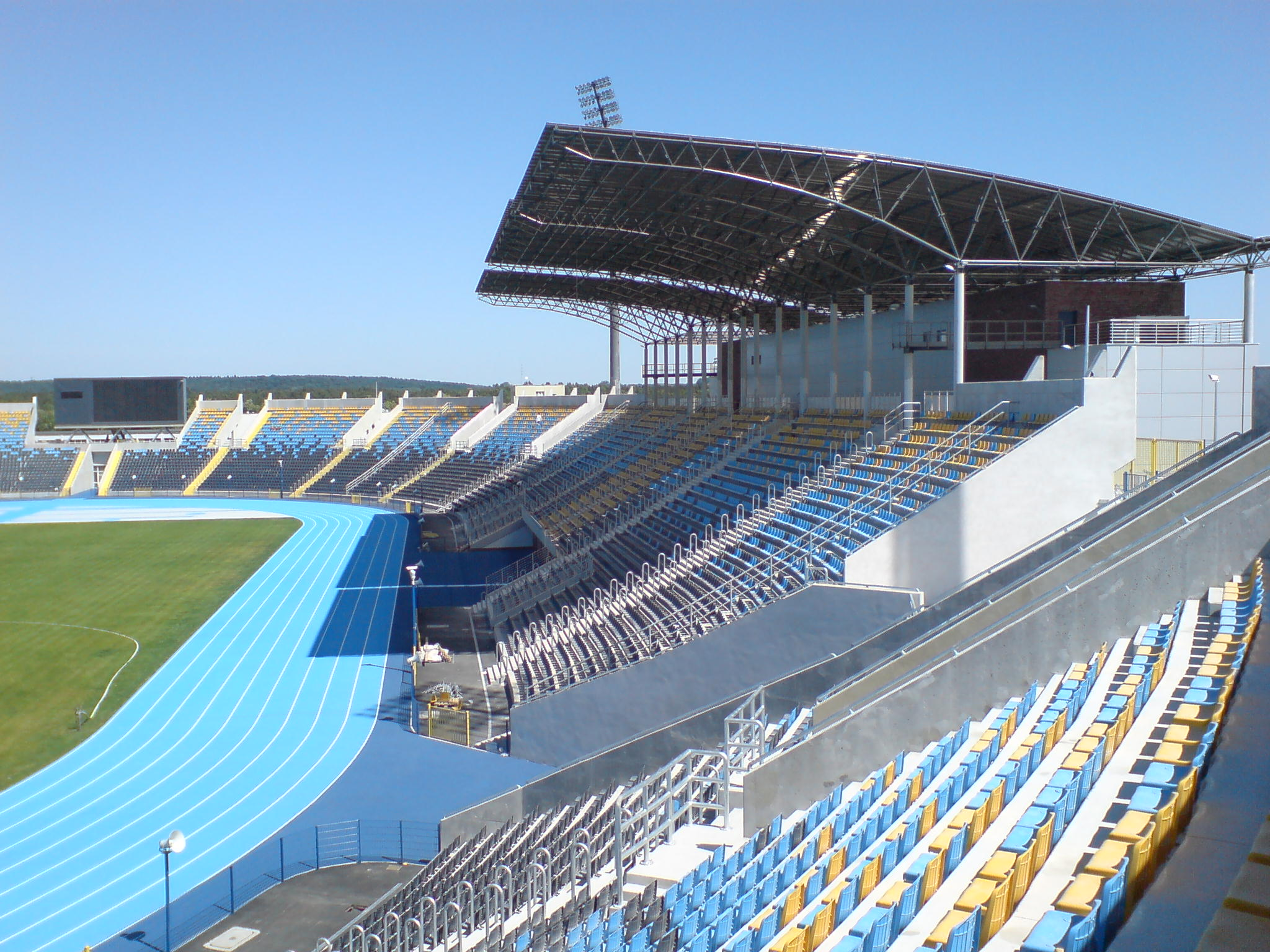
Das Zdzisław-Krzyszkowiak-Stadion in Bydgoszcz, Austragungsort des polnischen Pokalfinales 2010

Der Puchar Polski 2009/10 war die 56. Ausspielung des polnischen Pokalwettbewerbs. Er begann am 27. Juli 2009 mit den ersten Vorrundenspielen und endete am 22. Mai 2010 mit dem Finale im Zdzisław-Krzyszkowiak-Stadion in Bydgoszcz.
Jagiellonia Białystok gewann bei seiner zweiten Finalteilnahme zum ersten Mal in der Vereinsgeschichte den nationalen Pokal. Endspielgegner war Zweitligist Pogoń Szczecin, dem auch bei der dritten Finalteilnahme kein Sieg gelang. Durch den Pokalgewinn qualifizierte sich Jagiellonia für die Teilnahme an der 3. Qualifikationsrunde der Europa League 2010/2011.
Titelverteidiger Lech Posen schied in der 2. Runde aus.

## Teilnehmende Mannschaften
Für die Hauptrunde waren folgende 86 Mannschaften qualifiziert:
| Ekstraklasa 16 Vereine der Saison 2008/09 | 1. Liga 18 Vereine der Saison 2008/09 | 2. Liga 36 Mannschaften der Saison 2008/09 | 16 regionale Pokalsieger der Woiwodschaften der Saison 2008/09 |
| Wisła Krakau Legia Warschau Lech Posen (TV) Polonia Warschau GKS Bełchatów Śląsk Wrocław Polonia Bytom Jagiellonia Białystok Ruch Chorzów Piast Gliwice Lechia Gdańsk Odra Wodzisław Arka Gdynia Cracovia Górnik Zabrze ŁKS Łódź | Widzew Łódź Zagłębie Lubin Korona Kielce Podbeskidzie Bielsko-Biała Górnik Łęczna Znicz Pruszków Flota Świnoujście Dolcan Ząbki Wisła Płock Warta Posen GKS Katowice Stal Stalowa Wola GKS 1962 Jastrzębie GKP Gorzów Wielkopolski Motor Lublin Tur Turek Odra Opole 1 Kmita Zabierzów | MKS Kluczbork Pogoń Szczecin Ślęza Wrocław Nielba Wągrowiec Raków Częstochowa Kotwica Kołobrzeg Zawisza Bydgoszcz Elana Toruń GKS Tychy Unia Janikowo Zagłębie Sosnowiec Jarota Jarocin Miedź Legnica Czarni Żagań Victoria Koronowo Lechia Zielona Góra Chemik Police Polonia Słubice KSZO Ostrowiec Świętokrzyski Sandecja Nowy Sącz Start Otwock OKS Stomil Olsztyn Górnik Wieliczka Ruch Wysokie Mazowieckie Kolejarz Stróże Pelikan Łowicz Wigry Suwałki Przebój Wolbrom Sokół Aleksandrów Łódzki Okocimski KS Brzesko Hetman Zamość Concordia Piotrków Trybunalski Jeziorak Iława Nida Pińczów Stal Poniatowa ŁKS 1926 Łomża | - Ermland-Masuren Olimpia Elbląg - Großpolen Piast Kobylin - Heiligkreuz Korona II Kielce - Karpatenvorland Resovia Rzeszów - Kleinpolen Unia Tarnów - Kujawien-Pommern Olimpia Grudziądz - Lebus Pogoń Świebodzin - Lublin Wisła Puławy - Łódź Omega Kleszczów - Masowien Mazur Karczew - Niederschlesien Motobi Bystrzyca Kąty Wrocławskie - Oppeln Ruch Zdzieszowice - Podlachien Warmia Grajewo - Pommern Bytovia Bytów - Schlesien Ruch Radzionków - Westpommern Gryf Kamień Pomorski |

## Ausscheidungsspiele zur Vorrunde
Die Ausscheidungsspiele zur Vorrunde fanden am 29. Juli 2009 mit 16 regionalen Pokalsiegern aus den Woiwodschaften und 36 Vereinen der 2. Liga statt.
| Datum      |                                   | Ergebnis              |                              |
| ---------- | --------------------------------- | --------------------- | ---------------------------- |
| 29.07.2009 | Gryf Kamień Pomorski              | 0:2                   | Nielba Wągrowiec             |
| 29.07.2009 | Olimpia Elbląg                    | 1:2 n. V.             | Pogoń Szczecin               |
| 29.07.2009 | Olimpia Grudziądz                 | 2:1                   | Elana Toruń                  |
| 29.07.2009 | Piast Kobylin                     | 3:1                   | Czarni Żagań                 |
| 29.07.2009 | Warmia Grajewo                    | 1:0                   | Zawisza Bydgoszcz            |
| 29.07.2009 | Bytovia Bytów                     | 2:1                   | OKS Stomil Olsztyn           |
| 29.07.2009 | Pogoń Świebodzin                  | 1:2                   | Kotwica Kołobrzeg            |
| 29.07.2009 | Motobi Bystrzyca Kąty Wrocławskie | 0:2                   | MKS Kluczbork                |
| 29.07.2009 | Wisła Puławy                      | 2:0                   | Wigry Suwałki                |
| 29.07.2009 | Mazur Karczew                     | 3:0                   | ŁKS 1926 Łomża               |
| 29.07.2009 | Ruch Zdzieszowice                 | 1:0 n. V.             | Unia Janikowo                |
| 29.07.2009 | Omega Kleszczów                   | 2:1 n. V.             | Jarota Jarocin               |
| 29.07.2009 | Korona II Kielce                  | 3:0                   | Ślęza Wrocław                |
| 29.07.2009 | Ruch Radzionków                   | 1:0                   | KSZO Ostrowiec Świętokrzyski |
| 29.07.2009 | Resovia Rzeszów                   | 3:1                   | Raków Częstochowa            |
| 29.07.2009 | Unia Tarnów                       | 0:2                   | GKS Tychy                    |
| 29.07.2009 | Lechia Zielona Góra               | 3:1                   | Victoria Koronowo            |
| 29.07.2009 | Polonia Słubice                   | 5:0                   | Chemik Police                |
| 29.07.2009 | Miedź Legnica                     | 0:1                   | Zagłębie Sosnowiec           |
| 29.07.2009 | Jeziorak Iława                    | 2:1                   | Ruch Wysokie Mazowieckie     |
| 29.07.2009 | Stal Poniatowa                    | 3:4 n. V.             | Start Otwock                 |
| 29.07.2009 | Concordia Piotrków Trybunalski    | 2:4                   | Sandecja Nowy Sącz           |
| 29.07.2009 | Hetman Zamość                     | 5:1                   | Sokół Aleksandrów Łódzki     |
| 29.07.2009 | Przebój Wolbrom                   | 4:2                   | Górnik Wieliczka             |
| 29.07.2009 | Nida Pińczów                      | 1:1 n. V. (3:5 i. E.) | Kolejarz Stróże              |
| 29.07.2009 | Okocimski KS Brzesko              | 1:0                   | Pelikan Łowicz               |

## Vorrunde
Die Vorrundenspiele mit den Siegern der Ausscheidungsspiele zur Vorrunde fanden am 11. und 12. August 2009 statt. Nielba Wągrowiec und Hetman Zamość erhielten ein Freilos für die erste Runde.
| Datum      |                    | Ergebnis              |                      |
| ---------- | ------------------ | --------------------- | -------------------- |
| 11.08.2009 | Olimpia Grudziądz  | 1:0                   | Jeziorak Iława       |
| 11.08.2009 | Bytovia Bytów      | 5:3 n. V.             | Wisła Puławy         |
| 11.08.2009 | GKS Tychy          | 1:1 n. V. (4:3 i. E.) | Sandecja Nowy Sącz   |
| 11.08.2009 | Kotwica Kołobrzeg  | 5:7 n. V.             | Pogoń Szczecin       |
| 12.08.2009 | Korona II Kielce   | 0:2                   | MKS Kluczbork        |
| 12.08.2009 | Zagłębie Sosnowiec | 4:1                   | Przebój Wolbrom      |
| 12.08.2009 | Warmia Grajewo     | 1:2                   | Polonia Słubice      |
| 12.08.2009 | Ruch Radzionków    | 5:0                   | Kolejarz Stróże      |
| 12.08.2009 | Piast Kobylin      | 1:1 n. V. (5:4 i. E.) | Lechia Zielona Góra  |
| 12.08.2009 | Mazur Karczew      | 0:1                   | Start Otwock         |
| 12.08.2009 | Resovia Rzeszów    | 0:1                   | Okocimski KS Brzesko |
| 12.08.2009 | Ruch Radzionków    | 2:1                   | Omega Kleszczów      |

## 1. Runde
Die Spiele der 1. Runde fanden am 25. und 26. August 2009 statt. Es nahmen die 12 Gewinner der Vorrundenspiele sowie Nielba Wągrowiec und Hetman Zamość, die ein Freilos erhalten hatten, teil. Hinzu kamen 17 Mannschaften der 1. Liga. Okocimski KS Brzesko erhielt ein Freilos für die zweite Runde.
| Datum       |                     | Ergebnis              |                            |
| ----------- | ------------------- | --------------------- | -------------------------- |
| 25.08.2009  | Zagłębie Sosnowiec  | 2:0                   | Flota Świnoujście          |
| 25.08.2009  | Pogoń Szczecin      | 2:0                   | Motor Lublin               |
| 25.08.2009  | Polonia Słubice     | 3:1                   | GKS Katowice               |
| 25.08.2009  | Bytovia Bytów       | 1:0                   | Tur Turek                  |
| 25.08.2009  | Ruch Zdzieszowice   | 0:3                   | Dolcan Ząbki               |
| 25.08.2009  | Nielba Wągrowiec    | 3:1                   | Znicz Pruszków             |
| 25.08.2009  | Ruch Radzionków     | 0:1                   | Korona Kielce              |
| 25.08.2009  | MKS Kluczbork       | 0:0 n. V. (2:3 i. E.) | GKP Gorzów Wielkopolski    |
| 26.08.2009  | GKS Tychy           | 1:1 n. V. (3:2 i. E.) | Górnik Łęczna              |
| 26.08.2009  | Piast Kobylin       | 3:1                   | Zagłębie Lubin             |
| 26.08.2009  | Hetman Zamość       | 1:1 n. V. (5:4 i. E.) | Warta Posen                |
| 26.08.2009  | Start Otwock        | 2:1                   | Podbeskidzie Bielsko-Biała |
| 26.08.2009  | Stal Stalowa Wola   | 2:1                   | Wisła Płock                |
| 26.08.2009  | GKS 1962 Jastrzębie | 3:4                   | Widzew Łódź                |
| ohne Termin | Olimpia Grudziądz   | 13:0 1                | Kmita Zabierzów            |

## 2. Runde
Die Spiele der 2. Runde fanden am 23. und 29. September sowie am 7. Oktober 2009 statt. Es nahmen die 15 Gewinner der 1. Runde sowie Okocimski KS Brzesko, die ein Freilos hatten, teil. Hinzu kamen die 16 Mannschaften der Ekstraklasa.
| Datum      |                         | Ergebnis              |                       |
| ---------- | ----------------------- | --------------------- | --------------------- |
| 23.09.2009 | Start Otwock            | 3:2                   | ŁKS Łódź              |
| 23.09.2009 | Okocimski KS Brzesko    | 1:2                   | Arka Gdynia           |
| 23.09.2009 | Olimpia Grudziądz       | 1:2                   | Odra Wodzisław        |
| 23.09.2009 | Zagłębie Sosnowiec      | 2:0                   | Górnik Zabrze         |
| 23.09.2009 | Bytovia Bytów           | 2:1                   | Polonia Bytom         |
| 23.09.2009 | Hetman Zamość           | 0:3                   | Wisła Krakau          |
| 23.09.2009 | Piast Kobilyn           | 1:1 n. V. (2:4 i. E.) | Cracovia              |
| 23.09.2009 | Polonia Słubice         | 1:2                   | Piast Gliwice         |
| 23.09.2009 | GKS Tychy               | 0:1 n. V.             | Jagiellonia Białystok |
| 23.09.2009 | Dolcan Ząbki            | 1:1 n. V. (5:4 i. E.) | Śląsk Wrocław         |
| 23.09.2009 | Korona Kielce           | 3:1                   | GKS Bełchatów         |
| 23.09.2009 | Widzew Łódź             | 0:1                   | Ruch Chorzów          |
| 29.09.2009 | GKP Gorzów Wielkopolski | 0:2                   | Legia Warschau        |
| 29.09.2009 | Nielba Wągrowiec        | 1:3                   | Lechia Gdańsk         |
| 29.09.2009 | Stal Stalowa Wola       | 0:0 n. V. (4:1 i. E.) | Lech Posen            |
| 07.10.2009 | Pogoń Szczecin          | 2:0                   | Polonia Warschau      |

## 3. Runde
Die Spiele der 3. Runde fanden am 27. und 28. Oktober sowie am 3., 11. und 25. November 2009 statt.
| Datum      |                    | Ergebnis  |                       |
| ---------- | ------------------ | --------- | --------------------- |
| 27.10.2009 | Bytovia Bytów      | 0:2       | Wisła Krakau          |
| 27.10.2009 | Dolcan Ząbki       | 3:4 n. V. | Korona Kielce         |
| 27.10.2009 | Zagłębie Sosnowiec | 3:0       | Stal Stalowa Wola     |
| 27.10.2009 | Pogoń Szczecin     | 2:0       | Piast Gliwice         |
| 28.10.2009 | Start Otwock       | 0:1       | Ruch Chorzów          |
| 03.11.2009 | Arka Gdynia        | 0:2 n. V. | Jagiellonia Białystok |
| 11.11.2009 | Lechia Gdańsk      | 1:0       | Odra Wodzisław        |
| 25.11.2009 | Legia Warschau     | 2:0 n. V. | Cracovia              |

## Viertelfinale
Die Spiele wurden in Hin- und Rückspielen ausgetragen. Die erstgenannten Mannschaften hatten zuerst Heimrecht. Die Hinspiele fanden am 16. und 17. März 2010, die Rückspiele am 23. und 24. März 2010 statt.
|                    | Gesamt    |                       | Hinspiel | Rückspiel |
| ------------------ | --------- | --------------------- | -------- | --------- |
| Ruch Chorzów       | (a)2:2(a) | Legia Warschau        | 1:0      | 1:2       |
| Zagłębie Sosnowiec | 1:4       | Pogoń Szczecin        | 0:3      | 1:1       |
| Lechia Gdańsk      | 3:1       | Wisła Krakau          | 0:0      | 3:1       |
| Korona Kielce      | 3:4       | Jagiellonia Białystok | 3:1      | 0:3       |

## Halbfinale
Die erstgenannten Mannschaften hatten zuerst Heimrecht. Die Hinspiele fanden am 6. April, die Rückspiele am 4. Mai 2010 statt.
|               | Gesamt    |                       | Hinspiel | Rückspiel |
| ------------- | --------- | --------------------- | -------- | --------- |
| Lechia Gdańsk | 2:3       | Jagiellonia Białystok | 1:2      | 1:1       |
| Ruch Chorzów  | (a)1:1(a) | Pogoń Szczecin        | 1:1      | 0:0       |

## Finale
| Pogoń Szczecin                                            | Pogoń Szczecin | Jagiellonia Białystok | Jagiellonia Białystok |
| --------------------------------------------------------- | --- | --- | --------------------- |
| Pogoń Szczecin                                            | \| 22. Mai 2010 in Bydgoszcz (Zdzisław-Krzyszkowiak-Stadion) \| \| Ergebnis: 0:1 (0:0) \| \| Zuschauer: 12.000 \| \| Schiedsrichter: Robert Małek (Zabrze) \| | \| 22. Mai 2010 in Bydgoszcz (Zdzisław-Krzyszkowiak-Stadion) \| \| Ergebnis: 0:1 (0:0) \| \| Zuschauer: 12.000 \| \| Schiedsrichter: Robert Małek (Zabrze) \| | Jagiellonia Białystok |
| Pogoń Szczecin                                            | Radosław Janukiewicz – Marcin Nowak (60. Mikołaj Lebedyński), Krzysztof Hrymowicz, Omar Jarun, Marcin Woźniak – Maksymilian Rogalski, Robert Mandrysz (82. Daniel Wólkiewicz), Maciej Mysiak, Przemysław Pietruszka, Marcin Bojarski (68. Piotr Dziuba) – Mikołaj Lebedyński Cheftrainer: Piotr Mandrysz | Rafał Gikiewicz – Igor Lewczuk (67. Marcin Burkhardt), Andrius Skerla, El Mehdi Sidqy (73. Remigiusz Jezierski), Alexis Norambuena – Bruno, Hermes, Rafał Grzyb, Jarosław Lato – Tomasz Frankowski (58. Dariusz Jarecki), Kamil Grosicki Cheftrainer: Michał Probierz | Jagiellonia Białystok |
| Pogoń Szczecin                                            | 0:1 Andrius Skerla (48.) | | Jagiellonia Białystok |
| Pogoń Szczecin                                            | Krzysztof Hrymowicz, Maksymilian Rogalski, Robert Mandrysz, Marcin Bojarski | Alexis Norambuena | Jagiellonia Białystok |
| 22. Mai 2010 in Bydgoszcz (Zdzisław-Krzyszkowiak-Stadion) | | |                       |
| Ergebnis: 0:1 (0:0)                                       | | |                       |
| Zuschauer: 12.000                                         | | |                       |
| Schiedsrichter: Robert Małek (Zabrze)                     | | |                       |

## Beste Torschützen
Nachfolgend sind die besten Torschützen des polnischen Fußballpokals 2009/10 aufgeführt. Die Sortierung erfolgt nach Anzahl ihrer Treffer, bei gleicher Toranzahl alphabetisch.
| \| Rang \| Spieler \| Verein \| Tore \| \| ---- \| ----------------- \| --------------------- \| ---- \| \| 1 \| Piotr Dziuba \| Pogoń Szczecin \| 4 \| \| 1 \| Tomasz Frankowski \| Jagiellonia Białystok \| 4 \| \| 1 \| Tomasz Kempiński \| Piast Kobylin \| 4 \| |                   |                       |      |
| Rang | Spieler           | Verein                | Tore |
| 1 | Piotr Dziuba      | Pogoń Szczecin        | 4    |
| 1 | Tomasz Frankowski | Jagiellonia Białystok | 4    |
| 1 | Tomasz Kempiński  | Piast Kobylin         | 4    |